# Kimberly Peirce

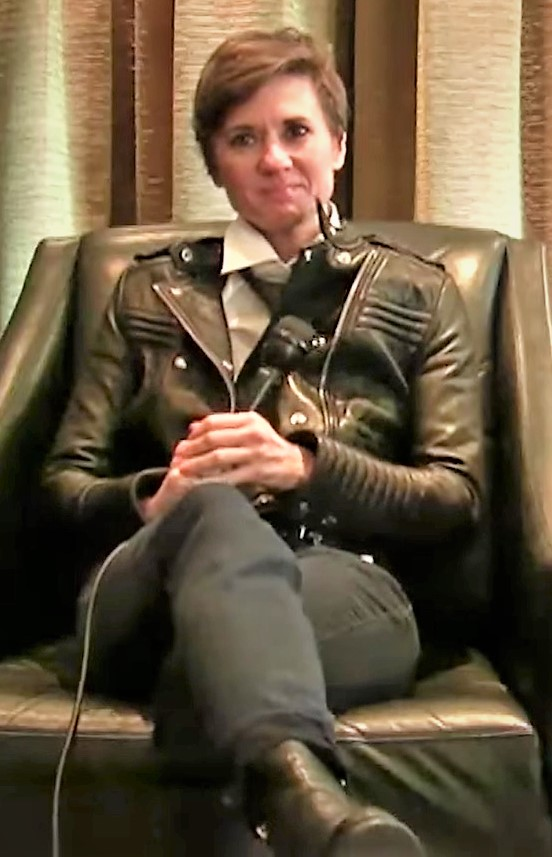
Kimberly Peirce, 2013

Kimberly Peirce (* 8. September 1967 in Harrisburg, Pennsylvania) ist eine US-amerikanische Regisseurin und Drehbuchautorin.

## Leben
Kimberly Peirce ging mit 18 Jahren nach Japan, wo sie als Fotografin tätig war. Nebenbei arbeitete sie als Fotomodel und Englischlehrerin. Nach zwei Jahren, in denen sie mehrere asiatische Länder bereiste, kehrte sie in die Vereinigten Staaten zurück und erwarb an der University of Chicago einen Abschluss in englischer Sprache und japanischer Literatur. Sie gab die geplante Karriere als Fotojournalistin auf und studierte an der School of the Arts der Columbia University, an der sie einen Master of fine arts erwarb.
Als Studentin inszenierte sie 1994 den Kurzfilm The Last Good Breath, der auf dem Locarno Film Festival im Nachwuchswettbewerb Concorso Pardi di Domani (Leoparden von morgen) lief. Als Abschlussarbeit plante sie einen Film über eine als Mann verkleidete Soldatin im amerikanischen Bürgerkrieg. In der Vorbereitungsphase wurde sie auf das Schicksal Brandon Teenas aufmerksam, das sie statt des ursprünglichen Themas für ihren Abschlussfilm aufgriff. Er erschien 1995 unter dem Titel Boys Don’t Cry und wurde mit dem Preis der Princess Grace Foundation ausgezeichnet. Außerdem erhielt sie ein Produktionsstipendium.
Aus dem Recherchematerial ihres Kurzfilmes entwickelte sie 1999 ihren ebenfalls Boys Don’t Cry betitelten ersten Spielfilm, der zahlreiche Preise erhielt, darunter einen Oscar und einen Golden Globe für Hilary Swank als beste Hauptdarstellerin. Für beide Preise war auch Chloë Sevigny in der Kategorie beste Nebendarstellerin nominiert. Neben anderen Preisen wurde der Film im Jahr 2019 als besonders erhaltenswerte Arbeit in das National Film Registry aufgenommen.
Ihren nächsten großen Film realisierte sie mit Stop-Loss erst im Jahr 2008, nachdem sie in den Jahren nach Boys Don’t Cry keine sie zufriedenstellenden Stoffe umsetzen konnte. Erneut griff sie dabei mit der unfreiwilligen Dienstzeitverlängerung amerikanischer Soldaten einen dokumentarischen Hintergrund auf. Einen persönlichen Zugang zu diesem Thema hatte sie durch die Erfahrungen ihres jüngeren Bruders im Irakkrieg. Neben der Regie schrieb sie für Stopp-Loss gemeinsam mit Mark Richard das Drehbuch und war an der Produktion beteiligt.
Im Jahr 2013 übernahm Kimberly Peirce die Regie bei Carrie, einer Neuverfilmung von Carrie – Des Satans jüngste Tochter mit Chloë Grace Moretz und Julianne Moore. Der Film beruht auf einem Drehbuch von Roberto Aguirre-Sacasa, das sich aber stärker am gleichnamigen Stephen-King-Roman orientiert als Brian De Palmas Film aus dem Jahr 1976.
In den folgenden Jahren realisierte Kimberly Peirce vor allem Einzelfolgen für verschiedene Fernsehserien wie Six, Dear White People oder Kidding.
Peirce identifiziert sich als genderqueer, eine Form nichtbinärer Geschlechtsidentität.

## Filmografie
- 1994: The Last Good Breath
- 1995: Boys Don't Cry (Kurzfilm)
- 1999: Boys Don’t Cry
- 2008: Stop-Loss
- 2013: Carrie
- 2018–2019: Dear White People (Fernsehserie, zwei Episoden)